# Попів Камінь
По́пів Ка́мінь — геологічна пам'ятка природи місцевого значення в Україні. Об'єкт природно-заповідного фонду Сумської області. 

## Опис
Розташована в межах Липоводолинського району Сумської області, на південний захід від села Беєве, на дні глибокої балки. 
Площа 1 га. Статус надано згідно з рішенням облради від 04.08.2006 року. Перебуває у віданні ДП «Липоводолинський агролісгосп» (кв. 15, вид. 47-49). 
Статус надано для збереження одного з найвідоміших у цій місцевості гранітних каменів-валунів, занесених Дніпровським льодовиком понад 180 тис. років тому. Має особливе наукове, освітньо-виховне та історичне значення. 